# 钱海军
錢海軍（1970年4月—2020年5月10日），中華人民共和國上海市刑事警察，上海市公安局刑侦总队副总队长。

## 生平
1992年7月從警。2016年，上海出現大量套路貸案件，钱海军於是组建工作专班，对套路貸案件开展研究，破獲中華人民共和國首起套路貸案件，并形成打击套路贷案件的“上海模式”。此模式被中華人民共和國公安部認可，並在全中国範圍內推广“上海模式”。此後套路貸案件有所減少。2018年1月，中共中央开展扫黑除恶专项斗争後，钱海军平均每天工作16个小时。2020年5月10日，钱海军在召集扫黑除恶专案研究会时突然胸口疼痛，在送往上海市第一人民医院後去世。骨灰下葬於上海福壽園。钱海军指挥、参与、指导侦破的包括套路貸在內的各类刑事案件共計3100余起，涉案以及被捕的犯罪嫌疑人有3万余名。
錢海軍曾獲得一等功1次、二等功1次、三等功5次，嘉奖2次。2020年9月，中共中央、国务院、中央军委授予钱海军“全国优秀共产党员”和“全国抗击新冠肺炎疫情先进个人”称号。11月，2020年第七届上海“平安英雄”頒發給錢海軍。12月21日，中華人民共和國公安部認定錢海軍為“公安楷模”，并授予其“全国公安系统二级英雄模范”称号。